# Demografia Kosowa
     Albańczycy
     Serbowie
     Gorani
     Bośniacy
     Romowie

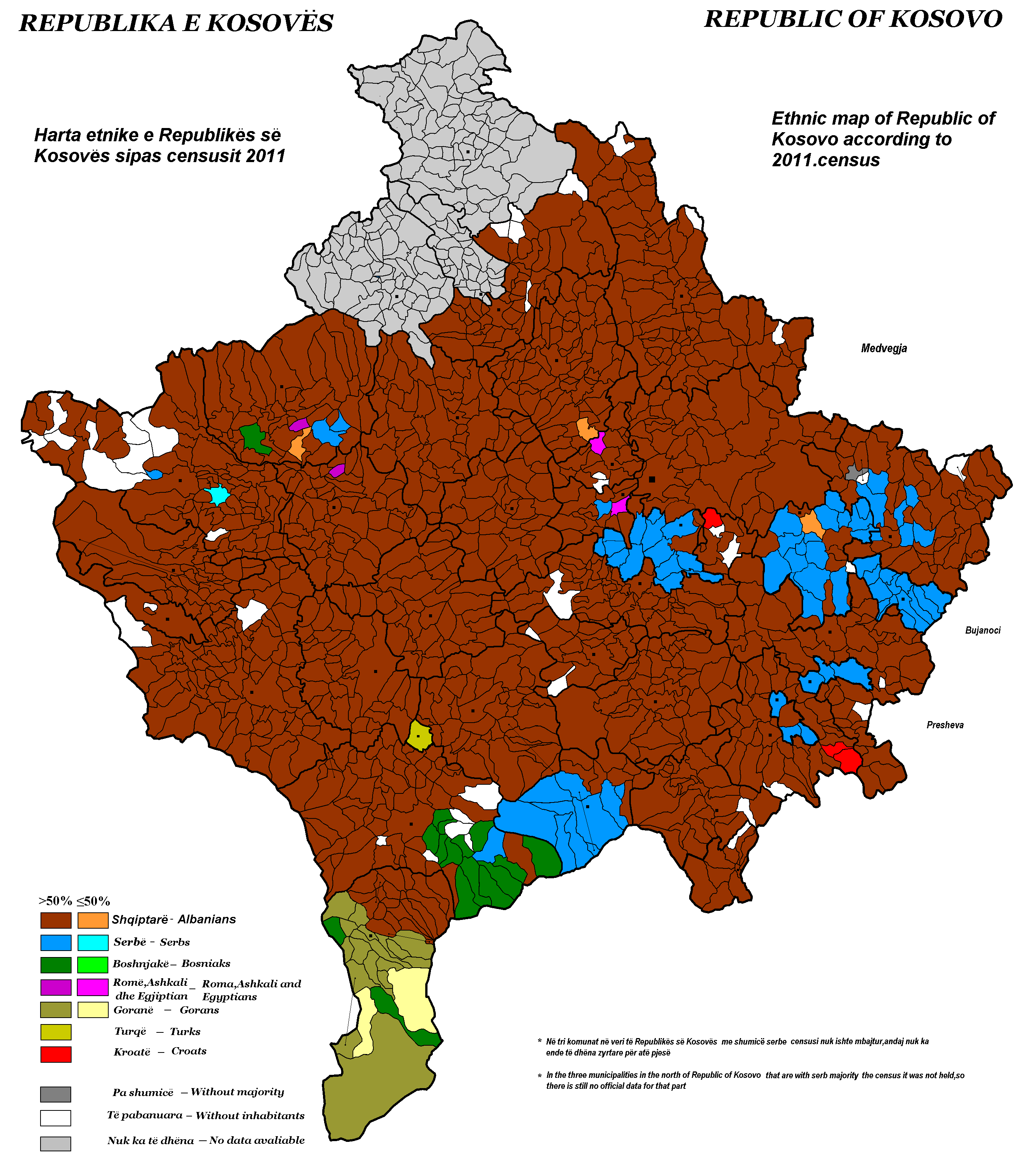
Map etniczna Kosowa, 2011
Albańczycy
Serbowie
Gorani
Bośniacy
Romowie

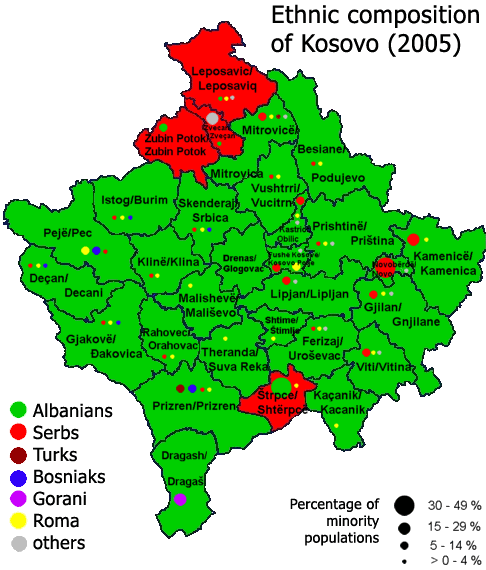
Mapa etniczna Kosowa z 2005 roku

Kosowo zamieszkuje około 2 000 000 osób:
- Albańczycy – 1 800 000 (90%)
- Serbowie i Gorani – 140 000 (7%)
- Boszniacy – 20 000 (1%)
- Turcy – 20 000 (1%)
- Romowie – 20 000 (1%)

## Wiek XV
Spis ludności z 1455:
- Serbowie – 12 985
- Wołosi – 75
- Albańczycy – 46
- Bułgarzy – 17
- Grecy – 5
- Żydzi – 1
- Chorwaci – 1

## Wiek XVII – XVIII
Podczas wojny pomiędzy Osmanami i Habsburgami Serbowie, widząc wyzwoliciela w Habsburgach stanęli po ich stronie. Po klęsce buntu antytureckiego, wielu Serbów (60 000 – 70 000) opuściło Kosowo, przenosząc się do Wojwodiny. Procent Serbów w Kosowie gwałtownie spadł, przy czym procent Albańczyków gwałtownie wzrósł.

## Wiek XIX
Spis ludności z 1871:
- Serbowie – 318 000 (64%)
- Albańczycy – 161 000 (32%)
- Romowie i Czerkiesi – 10 000 (2%)
- Turcy – 2000 (0,4%)

W XIX wieku Serbia toczyła walki narodowowyzwoleńcze, w wyniku czego wielu Serbów opuściło Kosowo. Albańczycy stali się większością.
Spis ludności z 1899:
- Albańczycy – 182 650 (47,88%)
- Serbowie – 166 700  (43,7%)

## Wiek XX
Spis ludności z 1912:
- Okręg Prisztina – Albańczycy (67%), Serbowie (30%)
- Okręg Prizren – Albańczycy (63%),  Serbowie (36%)
- Okręg Vucitrn – Albańczycy (90%), Serbowie (10%)
- Okręg Urosevac – Albańczycy (70%), Serbowie (30%)
- Okręg Gnjilane – Albańczycy (75%), Serbowie (23%)
- Okręg Mitrovica – Serbowie (60%), Albańczycy (40%)

Spis ludności z 1921:
Język:
- albański – 288 907 (65,8%)
- serbsko-chorwacki – 114 095 (26%)
- turecki – 27 915 (6,4%)
- arumuński – 402
- słoweński – 184
- niemiecki – 30
- węgierski – 12

Spis ludności z 1931:
Język:
- albański – 331 594 (60,06%)
- serbski, chorwacki, słoweński, macedoński – 114 095 (26%)
- węgierski – 426 (0,08%)
- niemiecki – 241 (0,04%)
- reszta języków słowiańskich – 771 (0,14%)
- reszta – 38 907 (7,05%)

Podczas II wojny światowej Kosowo było pod okupacją niemiecką, włoską i bułgarską. Serbowie stali po stronie alianckiej natomiast Albańczycy po stronie Hitlera. Podczas wojny Kosowo opuściło 80 000 – 100 000 Serbów. 
Spis ludności z 1948:
- Albańczycy – 498 242 (68,46%)
- Serbowie – 171 911 (23,62%)
- Czarnogórcy – 28 050 (3,86)
- Romowie – 11 230 (1,54%)
- Chorwaci – 5290 (0,73%)

Spis ludności z 1953:
- Albańczycy – 524 559 (64,91%)
- Serbowie – 189 969 (23,51%)
- Turcy – 34 583 (4,28%)
- Czarnogórcy – 31 343 (3,88%)
- Chorwaci – 6201 (0,77%)

Spis ludności z 1961:
- Albańczycy – 646 604 (67,08%)
- Serbowie – 227 016 (23,55%)
- Czarnogórcy – 37 588 (3,9%)
- Muzułmanie z narodowości – 8026 (0,83%)
- Chorwaci – 7251 (0,75%)
- Jugosłowianie – 5203 (0,54%)
- Romowie – 3202 (0,33%)

Od roku 1968, kiedy Albańczycy otrzymali szeroką autonomię miało miejsce albanizowanie Kosowa. W latach 1968–1988 Kosowo opuściło ok. 220 000 Serbów. Przez okres autonomii procent Albańczyków ciągle wzrastał.
Spis ludności z 1971:
- Albańczycy – 916 168 (73,7%)
- Serbowie – 228 264 (18,4)
- Czarnogórcy – 31 555 (2,5%)
- Słowiańscy muzułmanie – 26 000 (2,1%)
- Romowie – 14 593 (1,2%)
- Chorwaci – 8000 (0,7%)

Spis ludności z 1981:
- Albańczycy – 1 226 736 (77,42%)
- Serbowie – 209 498 (13,2%)
- Czarnogórcy – 27 028 (1,7%)

Spis ludności z 1991:
- Albańczycy – 1 596 072 (81,6%)
- Serbowie – 194 190 (9,9%)
- Muzułmanie z narodowości – 66 189 (3,4%)
- Romowie – 45 760 (2,34%)
- Czarnogórcy – 20 365 (1,04%)
- Turcy – 10 445 (0,53%)
- Chorwaci (Janjevci) – 8062 (0,41%)
- Jugosłowianie – 3457 (0,18%)
- reszta – 11 656 (0,6%)

Po wojnie wielu Albańczyków osiedliło się w Kosowie uznając się za uciekinierów z Kosowa, byłych mieszkańców. Nie da się tego ustalić, gdyż podczas wojny palone były papiery tożsamościowe mieszkańców. Serbscy uciekinierzy niechętnie tu wracają.